# Муя (река)
Му́я — река на севере Бурятии, левый приток Витима. Длина — 365 км. Площадь бассейна — 11900 км².
Берёт начало на стыке Муяканского и Северо-Муйского хребта из небольшого горного озера, течёт на северо-восток. Питание реки преимущественно дождевое. В низовьях Муя богата рыбой (таймень, хариус, тугун, сиг). Верхний участок реки представляет интерес для водных туристов, в низовьях катерное судоходство до посёлка городского типа Таксимо (около 100 км).

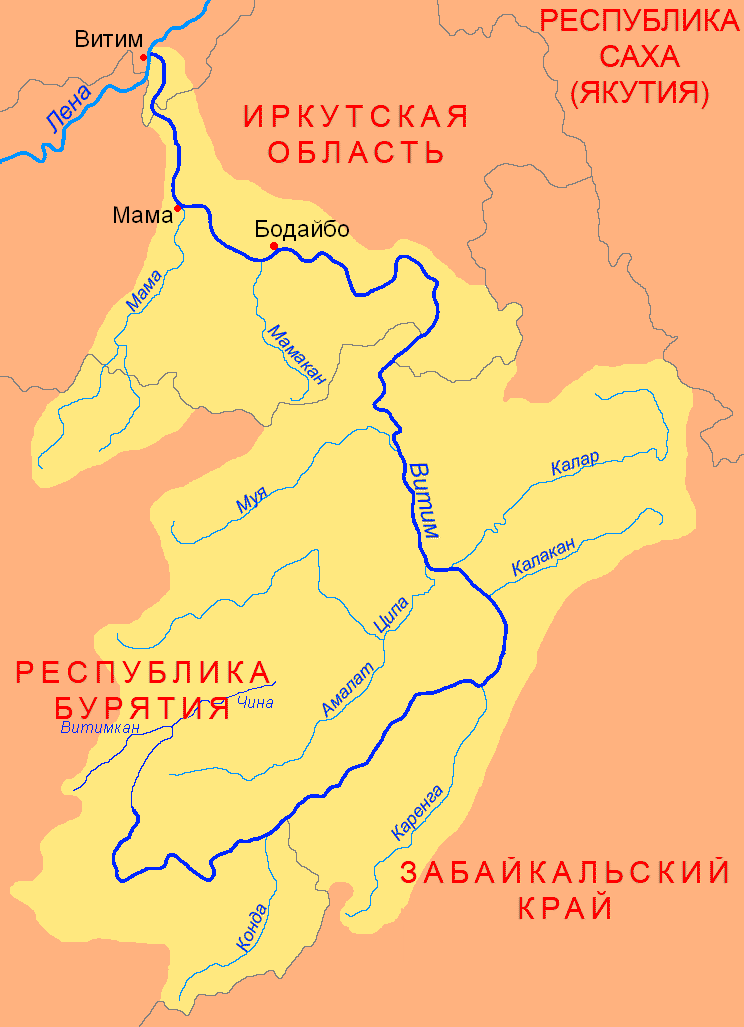
Бассейн Витима

Муя вырывается из узкой долины между крутыми горами в просторную котловину и разливается на многочисленные протоки. Уже через 2 км река принимает первый правый приток, ещё через 3 км — второй, однако воды в реке по-прежнему мало. На этом участке берега реки сильно заболочены. Чуть ниже река начинает собираться в одно русло, заваленное валунами. Берега здесь обрываются песчано-гравелистыми уступами высотой 1,5—2 м.
Сплав по реке можно начать от устья Акундана, однако более оптимальный вариант планировать его от устья правого притока — реки Бугорикта (284 км). На этом участке Муя уже пригодна для сплава на всех судах. В районе устья Бугорикты берега высокие, много тихих заводей. Тайга лиственничная, сырая. На начальном этапе сплава река течёт несколькими протоками, сильно петляет, часто повороты проходят почти под прямым углом. Несмотря на быстрое течение на реке много галечных отмелей.
После впадения крупного правого притока Укуолкита (272 км) объём воды в реке значительно увеличивается, глубины резко возрастают, Муя окончательно входит в одно русло. Берега на этом участке низкие, заболоченные. Река продолжает сильно петлять, образуя на своём пути песчаные отмели. Такой спокойный характер Муя имеет на протяжении 35 км до впадения правого притока Олни (237 км). Через 2 км после устья Олни Муя упирается в небольшой отрог Муяканского хребта, почти вплотную подходит к склону Южно-Муйского хребта и делает петлю 15 км. За счёт крупноглыбового строения дна на этом участке образуются небольшие перекаты, несмотря на это выходов коренных пород нет и глубины незначительны. На повороте петли река разбивается на три протоки, наиболее многоводная из них — центральная. До впадения левого притока — реки Орон (197 км) на Муе ещё порядка десятка перекатов и шивер.
Выйдя из петли, Муя резко успокаивается, течение замедляется, в русле реки появляются песчаные косы[неизвестный термин]. Такой характер река сохраняет на протяжении 70—75 км. В 3—3,5 км ниже устья правого притока Амнунды (162 им) река снова сужается, скорость течения увеличивается, пологие берега сменяются обрывистыми и крутопадающими. На этом участке расположены несколько несложных перекатов. Через 11 км впадает крупный правый приток Горбылок-Муйский (150 км). Здесь Муя с большой скоростью устремляется по валунному жёлобу, сильно петляет. Высота кос[неизвестный термин] на поворотах реки достигает 1,2—1,5 м. Почти 10 км без перерывов река гремит в пороге, только через 3—4 км ниже устья правого притока Шуринды (144 им) Муя начинает успокаиваться и постепенно входит в просторы Муйско-Куандинской котловины. Ширина реки здесь увеличивается до 150—200 м, а скорость течения падает до 0,5 м/сек и меньше. Вдоль берегов много пляжей, часто встречаются острова и отмели. Вскоре после входа в котловину Муя пересекает БАМ и встречает на правом берегу город Таксимо. На этом месте якуты основали первые поселения ещё в 1863 году. На котловинном участке Муя вбирает основные притоки: левый — Муякан (92 км) и правый — Мудирикан (18 км). Перед устьем течение ещё больше замедляется, река расширяется до 300 м и впадает в протоку Старый Витим в 716 км от устья самого Витима.